# Мало Малово
Мало Малово е село в Западна България. То се намира в Община Драгоман, Софийска област.

## География
Селото е разположено на 834 м надморска височина в полите на планината Чепън. Над него са върховете Илийски кръст – 913,3 м и Попов връх – 1056,6 м. Между билото на планината и селото расте борова гора. През селото преминават няколко ручея. Селото се намира в непосредствена близост до Драгоманското блато и връх Петровски кръст в планината Чепън. За съжаление язовира, който се намира на около километър и половина от селото е повреден от военни, които са искали да ловят риба отвъртайки шлюзовите кранове. В резултат - крановете биват подредени и водата от язовира изтича и вече повече от 30 години чашата е празна.

## История
Интересен факт от историята на селото е огромният пожар, който изпепелява десетки декари борова гора през 70-те години на 20 век. Понастоящем в селото живеят не много хора повечето възрастни пенсионери, но факт е, че напоследък има и млади семейства с деца. По данни от декември месец 2013 населението е 70 души (неофициални данни) 70 души са регистрирани в самото село, а броят на живущите там прехвърля 150 души, през по топлите сезони на годината селото се напълва с млади семейства и деца !

## Културни и природни забележителности
- Средновековната църква на Маломаловския манастир.

- Пещерата „Пещерица“, с. Мало Малово, м. връх Илийски кръст, дължина 23,00 м, денивелация -11,40 м.
- Чешма Басарка - тази чешма която от стотици години е служела за напояване на добитъка и утоляване на жаждата на пастирите е суха и коритата са празни

Преди девети септември 1944 година селото е било център на особено внимание поради намиращия се в него дарак (машини за чепкане на вълна) и воденица които впоследствие биват национализирани.